# Magny-la-Ville
Magny-la-Ville är en kommun i departementet Côte-d'Or i regionen Bourgogne-Franche-Comté i östra Frankrike. Kommunen ligger i kantonen Semur-en-Auxois som tillhör arrondissementet Montbard. År 2022 hade Magny-la-Ville 74 invånare.

## Befolkningsutveckling
Antalet invånare i kommunen Magny-la-Ville
Referens:INSEE